# Saint-Polycarpe

Saint-Polycarpe este o comună în departamentul Aude din sudul Franței. În 1 ianuarie 2022 avea o populație de 160 de locuitori.